# Ancistrus

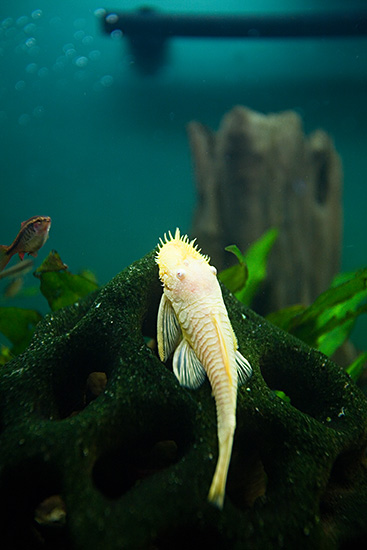
Ancistrus sp.

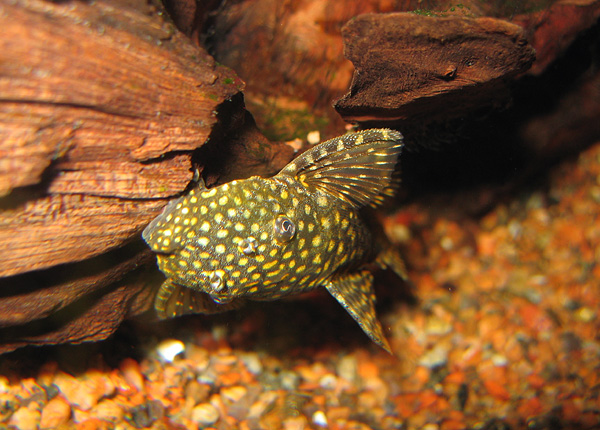
Ancistrus sp.

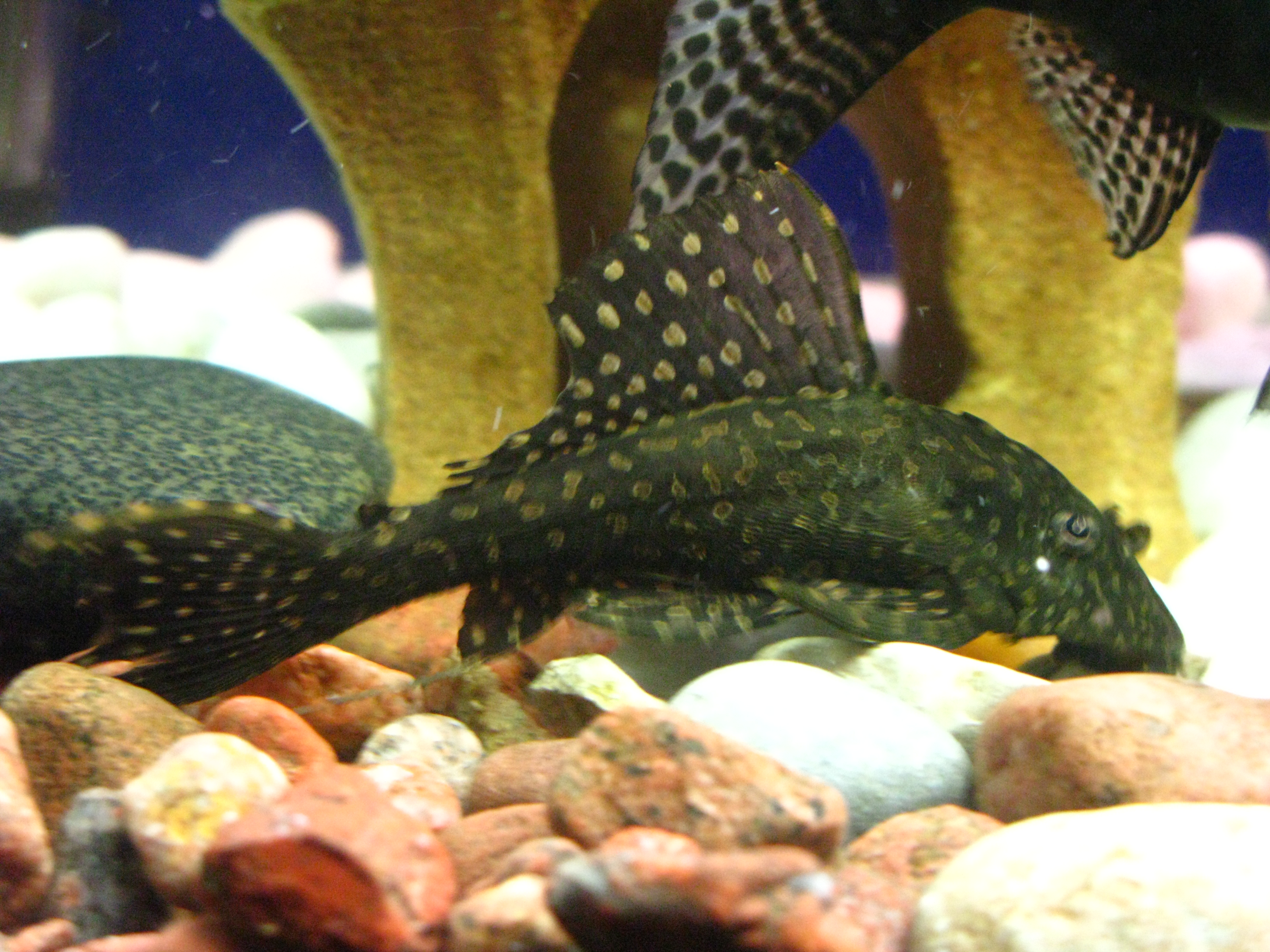
Ancistrus sp.

Ancistrus és un gènere de peixos de la família dels loricàrids i de l'ordre dels siluriformes. Es troba a la conca del riu Amazones.

## Taxonomia
- Ancistrus aguaboensis  (Fisch-Muller, Mazzoni & Weber, 2001)
- Ancistrus bodenhameri  (Schultz, 1944)
- Ancistrus bolivianus  (Steindachner, 1915)
- Ancistrus brevifilis  (Eigenmann, 1920)
- Ancistrus brevipinnis  (Regan, 1904)
- Ancistrus bufonius  (Valenciennes, 1840)
- Ancistrus caucanus  (Fowler, 1943)
- Ancistrus centrolepis  (Regan, 1913)
- Ancistrus chagresi  (Eigenmann & Eigenmann, 1889)
- Ancistrus cirrhosus  (Valenciennes, 1836)
- Ancistrus claro  (Knaack, 1999)
- Ancistrus clementinae (Rendahl, 1937)
- Ancistrus cryptophthalmus  (Reis, 1987)[3]
- Ancistrus cuiabae  (Knaack, 1999)
- Ancistrus damasceni  (Steindachner, 1907)
- Ancistrus dolichopterus (Kner, 1854)
- Ancistrus dubius (Eigenmann & Eigenmann, 1889)
- Ancistrus erinaceus (Valenciennes, 1840)
- Ancistrus eustictus (Fowler, 1945)
- Ancistrus formoso (Sabino & Trajano, 1997)
- Ancistrus fulvus (Holly, 1929)
- Ancistrus galani (Pérez & Viloria, 1994)[4]
- Ancistrus gymnorhynchus (Kner, 1854)
- Ancistrus heterorhynchus (Regan, 1912)
- Ancistrus hoplogenys (Günther, 1864)
- Ancistrus jataiensis (Fisch-Muller, Cardoso, da Silva & Bertaco, 2005)
- Ancistrus jelskii (Steindachner, 1877)
- Ancistrus latifrons (Günther, 1869)
- Ancistrus leucostictus (Günther, 1864)
- Ancistrus lineolatus (Fowler, 1943)
- Ancistrus lithurgicus (Eigenmann, 1912)
- Ancistrus macrophthalmus (Pellegrin, 1912)
- Ancistrus maculatus (Steindachner, 1881)
- Ancistrus malacops (Cope, 1872)
- Ancistrus maracasae (Fowler, 1946)
- Ancistrus martini  (Schultz, 1944)
- Ancistrus mattogrossensis  (Miranda-Ribeiro, 1912)
- Ancistrus megalostomus  (Pearson, 1924)
- Ancistrus minutus  (Fisch-Muller, Mazzoni & Weber, 2001)
- Ancistrus montanus  (Regan, 1904)
- Ancistrus multispinis  (Regan, 1912)
- Ancistrus nudiceps  (Müller & Troschel, 1849)
- Ancistrus occidentalis  (Regan, 1904)
- Ancistrus occloi  (Eigenmann, 1928)
- Ancistrus parecis  (Fisch-Muller, Cardoso, da Silva & Bertaco, 2005)[5]
- Ancistrus pirareta  (Muller, 1989)
- Ancistrus piriformis  (Muller, 1989)[6]
- Ancistrus ranunculus  (Muller, Rapp Py-Daniel & Zuanon, 1994)[7]
- Ancistrus reisi (Fisch-Muller, Cardoso, da Silva & Bertaco, 2005)
- Ancistrus salgadae (Fowler, 1941)
- Ancistrus spinosus (Meek & Hildebrand, 1916)
- Ancistrus stigmaticus (Eigenmann & Eigenmann, 1889)
- Ancistrus tamboensis (Fowler, 1945)
- Ancistrus taunayi (Miranda-Ribeiro, 1918)
- Ancistrus temminckii (Valenciennes, 1840)
- Ancistrus tombador (Fisch-Muller, Cardoso, da Silva & Bertaco, 2005)
- Ancistrus trinitatis (Günter, 1864)
- Ancistrus triradiatus (C. H. Eigenmann, 1918)
- Ancistrus variolus (Cope, 1872)
- Ancistrus verecundus (Fisch-Muller, Cardoso, da Silva & Bertaco, 2005)[8][9][10][11][12][13]